# Машихино (Псковська область)
Машихино (рос. Машихино) — присілок в Себезькому районі Псковської області Російської Федерації.
Населення становить 8 осіб. Входить до складу муніципального утворення Муніципальне утворення Ідриця.

## Історія
Від 2015 року входить до складу муніципального утворення Муніципальне утворення Ідриця.

## Населення
| 2001 | 2002 | 2010 |
| ---- | ---- | ---- |
| 8    | ↗14  | ↘8   |